# Atelier Cerâmico
O Atelier Cerâmico foi uma oficina de cerâmica Caldense do final do século XIX.

## História
A iniciativa de sua fundação deve-se José Joaquim Pinto da Silva, 2º visconde de Sacavém, coleccionador, ceramista e mecenas dos ceramistas caldenses. Dirigida pelo escultor austríaco Josef Füller, funcionou entre 1892 e 1896, altura em que foi transferida para Lisboa.
No imóvel em que existiu encontra-se instalado atualmente o Museu de Cerâmica.